# Katangi
Katangi és una vila i un nagar panchayat al districte de Balaghat en l'estat indi de Madhya Pradesh.

## Història
En el passat, Katangi fou el nom d'un estat tributari protegit del tipus zamindari al districte de Bilaspur, a les Províncies Centrals. Incloïa 41 pobles amb una superfície de 148 km². Era una plana limitada per un costat pel riu Mahanadi i per l'altre per les muntanyes Sonakhan. La població el 1882 era de 15.845. El sobirà era un gond. La capital era la vila de Katangi.